# لیک فارست (کالیفرنیا)
لیک فارست (به انگلیسی: Lake Forest) شهری در شهرستان اورنج، کالیفرنیا ایالت کالیفرنیا است که در سرشماری سال ۲۰۱۰ میلادی، ۷۷۲۶۴ نفر جمعیت داشته است.